# Sympagurus pictus
Sympagurus pictus är en kräftdjursart som beskrevs av Sidney Irving Smith 1883. Sympagurus pictus ingår i släktet Sympagurus och familjen Parapaguridae. Inga underarter finns listade i Catalogue of Life.